# Almácor
Arturo Almarcha Corella, conocido artísticamente como Almácor (Villena, Alicante; 27 de octubre de 1997), es un cantante y compositor de música urbana que empezó su carrera a finales de 2019 cuando subió sus primeras canciones a las plataformas de manera independiente.
En todo este tiempo, ha lanzado canciones como Brillos Platino (Sintonía oficial en la Eurocopa 2024 para RTVE y candidata a representar a España en el Festival de la Canción de Eurovisión 2024 a través de su participación en el Benidorm Fest 2024), Puede K Nos Liemos, feat. Lérica, o Vaivén, junto a Mar Lucas, y ha trabajado como compositor con varios artistas reconocidos internacionalmente como Myke Towers.
En 2024, su canción Brillos Platino fue elegida como sintonía oficial de la  Eurocopa 2024 por RTVE y pudo actuar con la selección en la celebración en Cibeles delante de millones de personas.
En 2025, a aparte de continuar con su carrera musical, ha participado en Supervivientes 2025, reality que tuvo que abandonar tras romperse dos huesos y desgarrarse un músculo en una de las pruebas.

## Inicios en la música
Almácor siempre había querido dedicarse a la música. En la Universidad, se dio cuenta de que eso no era lo que le hacía feliz y tras pasar por varios trabajos en empresas para ahorrar un poco de dinero, y con la ayuda de su mejor amigo, en 2019 lanzó a subir su primera canción. Desde que subió su primera canción en 2019 su carrera se ha visto envuelta en un ascenso muy rápido que le ha posicionado como una promesa del género urbano español.
Pese a su corta carrera ya ha colaborado con artistas muy reconocidos del género urbano como Chimbala, Luigi21Plus, Henry Méndez, Chema Rivas, Lérica o Mar Lucas. También trabaja como compositor con artistas reconocidos internacionalmente como Myke Towers.

## Trayectoria
En 2023, fue nominado como Artista Urbano Revelación en LOS 40 Music Awards. 
En 2024, participó en la tercera edición del Benidorm Fest con la canción "Brillos Platino", llegando a la final y obteniendo una quinta posición.
Poco después, fue elegido por RTVE para ser imagen e interpretar el himno oficial de la Selección Española en la Eurocopa 2024 con el mismo tema.
En 2025, durante la emisión de Gran Hermano Dúo 3, fue anunciado como concursante oficial del reality estrella de Telecinco, Supervivientes 2025. Tras 42 días en Honduras, su paso por el concurso se vio interrumpido por una severa lesión que sufrió durante una de las pruebas del reality, dejando de manera forzosa la aventura en los Cayos Cochinos tras las evaluaciones médicas y regresando a España.

## Discografía

### EPs de estudio
- 2023: Melancoliz

### Sencillos
| Año  | Título                        | Fecha de lanzamiento    | Composición                                                                                               | Álbum      |
| ---- | ----------------------------- | ----------------------- | --- | ---------- |
| 2019 | Báilalo                       | 17 de julio de 2019     | Arturo Almarcha                                                                                           | -          |
| 2019 | El Dembow                     | 1 de octubre de 2019    | Arturo Almarcha                                                                                           |            |
| 2023 | Explícame                     | 13 de abril de 2023     | Arturo Almarcha                                                                                           | Melancoliz |
| 2023 | Bailando y Bebiendo           | 25 de mayo de 2023      | Alejandro Moran Santana, Arturo Almarcha, Christian Cuervo                                                | Melancoliz |
| 2023 | Pop Tech                      | 5 de octubre de 2023    | Alex Capdevilla Pérez, Arturo Almarcha                                                                    | -          |
| 2023 | Brillos Platino               | 14 de diciembre de 2023 | Alex Capdevilla Pérez, Arturo Almarcha                                                                    | -          |
| 2024 | Puede K Nos Liemos con Lérica | 30 de mayo de 2024      | Antonio Mateo, Arturo Almarcha, Eduardo Ruiz, Estéfano Berciano Garduño, José A. Cano, Juan Carlos Arauzo | -          |
| 2024 | Vaivén con Mar Lucas          | 22 de agosto de 2024    | Arturo Almarcha, Estéfano Berciano Garduño, Mar Lucas Villar                                              | -          |
| 2024 | Marsella                      | 24 de octubre de 2024   | Arturo Almarcha, Estéfano Berciano Garduño                                                                | -          |
| 2025 | Por si Duele                  | 25 de abril de 2025     | Arturo Almarcha                                                                                           |            |

## Televisión

### Programas
| Año  | Programa            | Canal     | Rol          | Notas               |
| ---- | ------------------- | --------- | ------------ | ------------------- |
| 2024 | Benidorm Fest 2024  | TVE       | Participante | Quinta posición     |
| 2025 | Supervivientes 2025 | Telecinco | Concursante  | Abandono por lesión |

## Premios y nominaciones
| Año  | Premio             | Categoría                       | Trabajo Nominado | Resultado |
| ---- | ------------------ | ------------------------------- | ---------------- | --------- |
| 2023 | LOS40 Music Awards | Mejor Artista Revelación Urbano | Él mismo         | Nominado  |